# جولييت ريس ويليامز
جولييت إيفانجلين ريس، السيدة ويليامز (بالإنجليزية: Juliet Rhys-Williams)‏ (17 كانون الأول / ديسمبر 1898 – 18 سبتمبر 1964) هي كاتبة بريطانية وسياسية في الحزب الليبرالي الذي انضم لاحقا إلى حزب المحافظين.

## السنوات الأولى
تلقت جولييت إيفانجلين غلين تعليمها في إيستبورن ، وانضمت إلى المساعدة الطوعية مفرزة حين كانت في ال15 من عمرها.
بدأت حياتها المهنية كسكرتيرة خاصة لمدير التدريب وواجبات الموظفين في الأميرالية في عام 191. أصبحت بعدها السكرتيرة الخاصة بالأمين البرلماني في وزارة النقل، ما بين 1919-1920. كانت تعمل على مع ريس ريس وليامز الذي تزوجها في عام 1921. وبعدها أصبحت تعرف باسم السيدة ويليامز.

## حياتها السياسية
أصبحت سنة 1943 الأمينة الفخرية لإتحاد المرأة الليبرالية. وفي عام 1944 أصبحت رئيس المنشورات والدعاية بالحزب الليبرالي لمدة عامين. أفكارها على إصلاح ضريبة الدخل نشرت من قبل الحزب الليبرالي. خاضت في عام 1945 الانتخابات العامة كمرشحة الحزب الليبرالي في إلفورد الشمال. واستقالت بعد خلاف على مسائل سياسية مع قادة الحزب.
كانت السيدة جولييت ريس ويليامز عضوا في للجنة بيفيريدج. اقترحت من دون جدوى مقترح الدخل الأساسي على شكل ضريبة دخل سلبية ، كبديل لنظام التأمين الرئيسي بتوصية من تقرير بيفيريدج.

## إهتماماتها
كانت السيدة ريس ويليامز مهتمة بالأفلام وشاركت في تطوير الأفلام بالالوان وأخذت براءة اختراع في عام 1930.

## المنشورات
- Doctor Carmichael - الطبيب كارمايكل (1940) لندن : هربرت جنكينز
- Something to Look Forward to - شيء لنتطلع إلى (1943) لندن، ماكدونالد
- Family Allowances and Social Security - الإعانات العائلية والضمان الاجتماعي (1944)
- Taxation and Incentive - الضرائب والحوافز (1953) نيويورك: مطبعة جامعة أكسفورد
- A New Look at Britain's Economic Policy - نظرة جديدة في بريطانيا السياسات الاقتصادية (1965)